# Гельдернський гербовник
Гелдернський гербовник або Гербовник Гелре (фр. Armorial de Gelre, нід. Wapenboek Gelre) — фламандський гербовник кінця XIV ст. з Гелдернського герцогства. Універсальний мальований, один з найбільш авторитетних, загальноєвропейський середньовічний гербовник.
Манускрипт містить 124 двосторонніх аркуші, на яких зображено понад 1700 гербів європейських держав, князів і шляхти, в тому числі й зображення гербів Королівства Русі. Також Гербовник Гелре відомий тим, що в ньому вперше, з відомих писемних джерел, було зображено багато шляхетських гербів, в тому числі й герби української шляхти.
Інші назви — Гелдернський кодекс (Codex Gelre), Гербовник гелдернського герольда (Wappenbuch des Herolds Geldern).

## Історія
Гербовник мальований (без блазонирування) з підписами імен і прізвищ володарів та назв гербів на фламандською мовою. Відрізняється високою точністю, майстерністю та якістю авторського виконання. Довжина кожного аркуша — 8,5 дюймів (≈ 21,6 см), ширина — 5,5 дюймів (≈ 14 см), товщина манускрипту — 2 дюйми (≈ 5 см).
Рукопис було виготовлено у 1370—1395 рр. герольдом герцогства Гелре Клаусом Хейненсоном.
Авторський твір професійного герольда і художника Клауса Хейненсона, був створений на замовлення Вільгельма I, герцога Гелдернського і Юліського, що був васалом імператора Священної Римської імперії. У 1383, 1388—89 і 1393 роках князь Вільгельм брав участь у хрестових походах проти північних слов'ян та Великого князівства Литовського.
Оригинал Гербовника Гелре зберігається в Королівській бібліотеці в Брюсселі (Royal Library of Belgium, Brussels) під номером No.15652-56.
На сторінках 52—55 Гербовника Гелре зображені герби Короля Угорщини та його васалів. Серед них Герб Володислава Опольського, що мав титул «Господаря, пана та дідича Руської землі» та був намісником короля Людовіка в Руському королівстві. Гербом Володислава, як й інших васалів польського короля, був орел; проте герб Господаря Русі-України має жовто-сині українські геральдичні й державні кольори.
Також у гербовнику зображені герб угорської, польської та української шляхти того часу. Зокрема ті герби, які відповідно до Городельської унія стали гербами шляхти Великого князівства Литовського і Руського.

## Українські герби

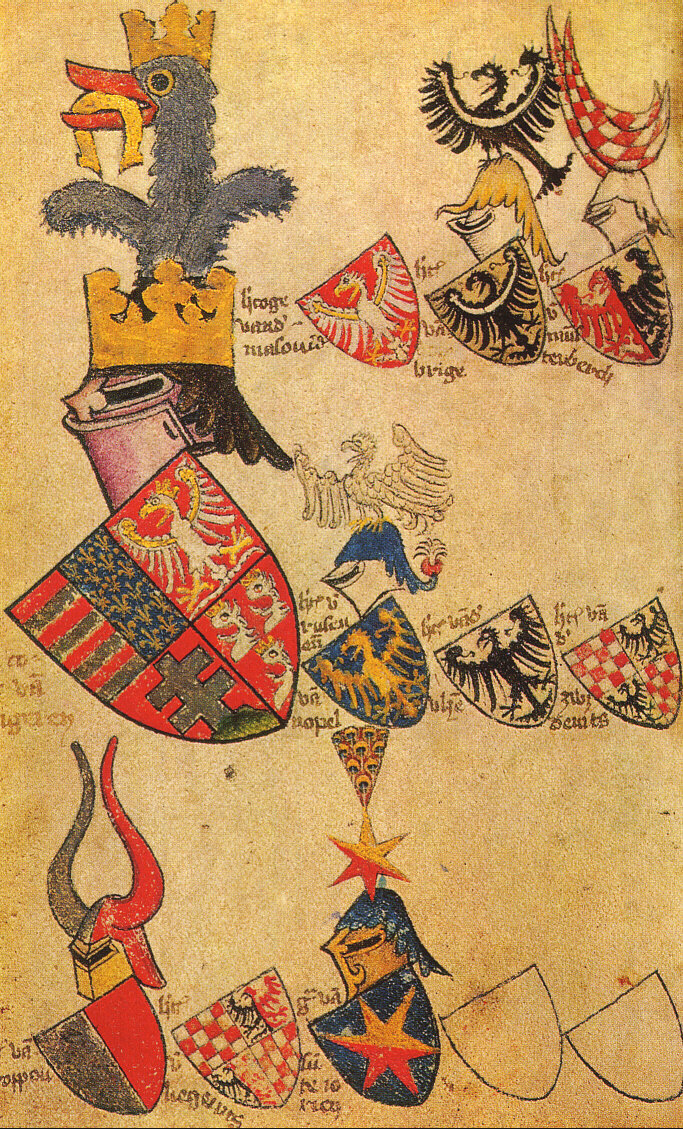
Сторінка 52v
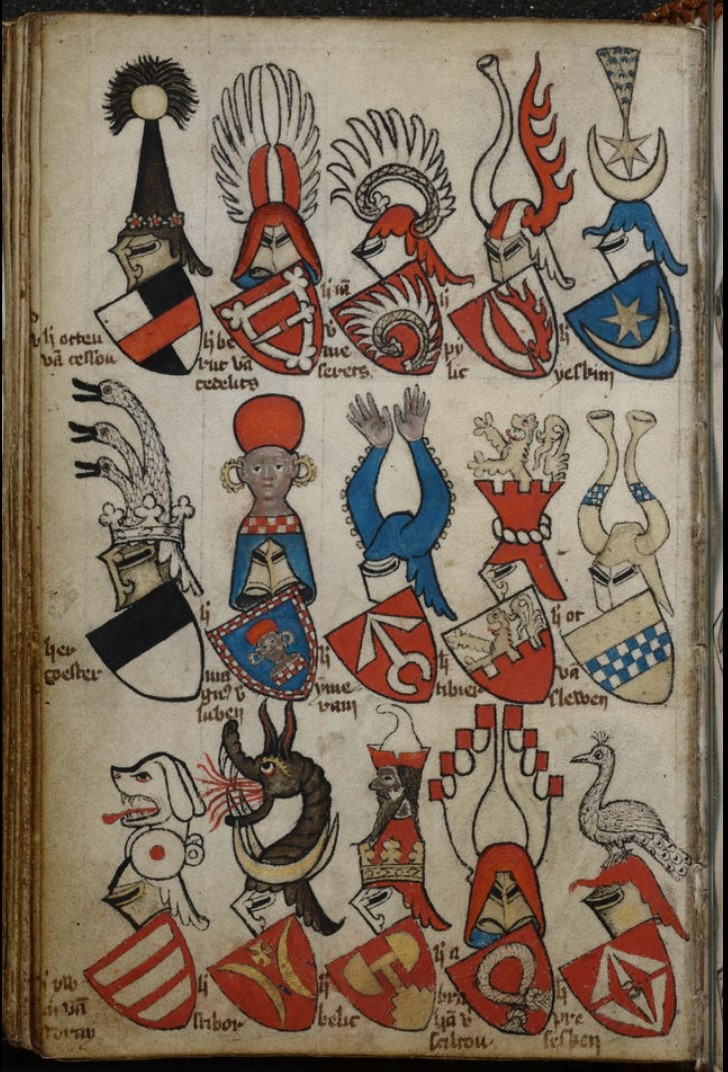
Сторінка 53v
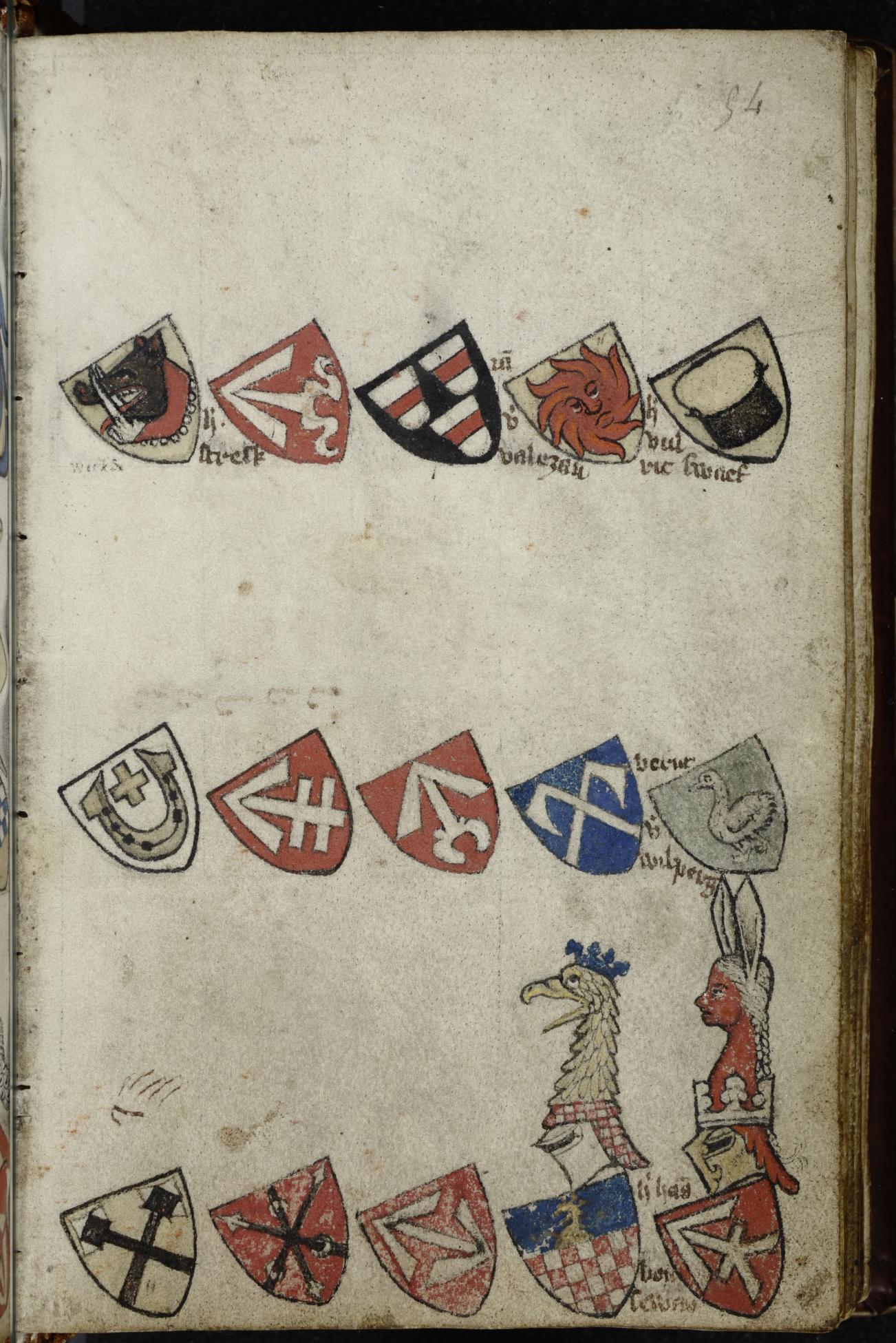
Сторінка 54r